# Пасос Алвес, Леонардо
Леона́рдо Па́сос А́лвес (порт.-браз. Leonardo Passos Alves; 29 ноября 1989, Жакобина, Бразилия), более известный как Ле́о Па́сос (порт. Léo Passos) или просто Ле́о (порт.-браз. Léo) — бразильский футболист, нападающий клуба «Гакоах» Адимар.

## Игровая карьера
В футбол начинал играть в команде «Гремио» (Жасиара) в 2008 году. Затем два года провёл в португальском клубе «Вила Меан». После возвращения на родину выступал в командах «Коринтианс» (Масейо), «Крисиума» и КРБ. В 2012 году играл в аренде в чемпионате Израиля за «Бейтар» (Иерусалим) и «Хапоэль» (Акко). После недолгого пребывания в бразильском «Гремио Баруэри», вернулся в Европу, где осенью 2013 года продолжил карьеру в украинском клубе «Металлург» (Запорожье). В Премьер-лиге дебютировал 29 сентября 2013 года в игре против «Металлиста». Единственный гол в украинском чемпионате забил 2 августа 2014 года в ворота «Говерлы». Зимой 2015 года вернулся в израильский чемпионат, пополнив команду Лиги Леумит — «Хакоах» (Рамат-Ган).